# Le Pilote à l'Edelweiss (bande dessinée)
Le Pilote à l'Edelweiss est une série de bande dessinée de Yann (scénario) et Romain Hugault (dessin et couleurs). Ses trois tomes ont été publiés dans la collection « Cockpit » des Éditions Paquet en 2012-2013.
Cette bande dessinée d'aventure se déroule en 1917-1918, durant la Première Guerre mondiale. Elle met en scène deux frères pilotes, Henri et Alphonse Castillac, aux tempéraments et carrières opposés, confrontés à un mystérieux as allemand et aux atermoiements de Valentine, la femme d'Alphonse.

## Albums
- Le Pilote à l'edelweiss, Paquet, coll. « Cockpit » :

1. Valentine,janvier 2012  (ISBN 978-2-88890-419-9)[2].
2. Sidonie, novembre 2012  (ISBN 978-2-88890-499-1)[3],[4].
3. Walburga, novembre 2013  (ISBN 978-2-88890-572-1)[5],[6].

- Le Pilote à l'edelweiss : Édition du centenaire 1914-2014, Paquet, coll. « Cockpit », 2014  (ISBN 978-2-88890-648-3).